# 理想的なボクの世界
『理想的なボクの世界』（りそうてきなボクのせかい）は、日本のバンドplentyの通算2枚目のスタジオ・アルバムである。2010年4月21日発売。発売元はheadphone music label。

## 概要
- 前作『拝啓。皆さま』から6ヶ月ぶりとなる2ndアルバム。

## 収録曲
作詞・作曲：江沼郁弥
1. 明日から王様[4:50]
PV監督は半田淳也。
2. 少年[4:02]
3. からっぽ[5:51]
4. はずれた天気予報[4:04]
5. 枠[3:52]
PV監督は半田淳也。
6. その叙情に[4:38]
7. 匿名[4:03]
8. 大人がいないのは明日まで[4:52]